# St. Maria im Pesch

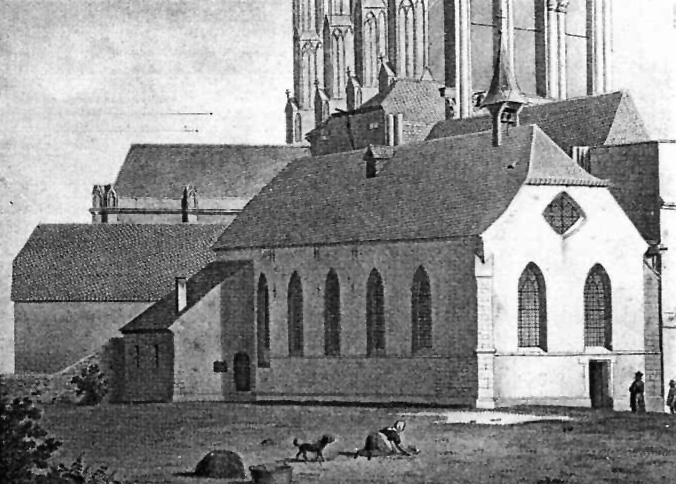
St. Maria im Pesch

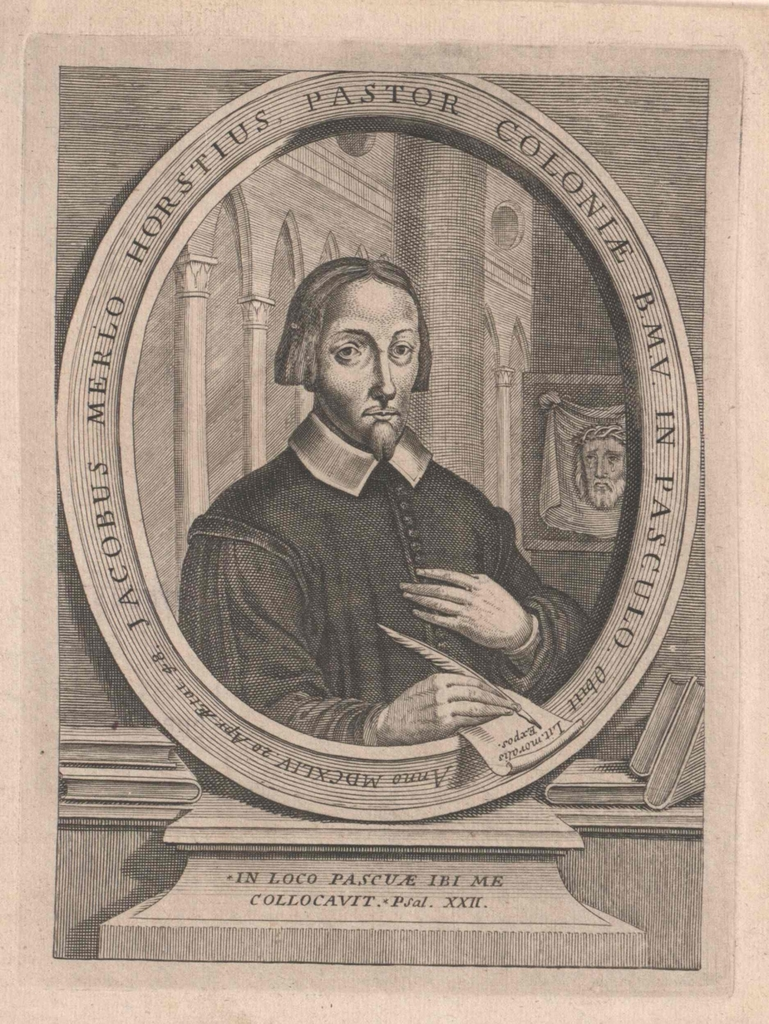
Jakob Merlo-Horstius, Pfarrer an St. Maria im Pesch 1623–1644 und theologischer Autor. Die Bildbeschriftung kommentiert den lateinischen Kirchennamen B[eatae] M[ariae] V[irginis] in Pasculo mit einem Zitat aus Psalm 22 Vulgata (Psalm 23,2 EU): In loco pascuae ibi me collocavit – „Er gab mir einen Platz im Weideland“.

St. Maria im Pesch (von lateinisch pasculum für „Wiese“ oder „Friedhof“) ist der Name einer ehemaligen katholischen Kirche in Köln, die im Norden des Kölner Domes – im heutigen Atrium des Doms – stand. Die Kirche diente als Pfarrkirche für die Dombediensteten.
Die Marienkapelle, zunächst am südwestlichen Kreuzschiff des Domes gelegen, tauchte erstmals 1148 unter dem Namen Sancta Maria in pasculo („im Pesch“) auf. 1302 wurde der Kirche von Domvikar Heinrich von Blanckenberg ein Altar gestiftet. Vor 1508 wurde ein Kirchenneubau von St. Maria im Pesch vorgenommen, der nun auf den Fundamenten der nördlichen Querschifffassade (mit dem unfertigen Ostportal) des unvollendeten Kölner Domes errichtet wurde. Aus der Wahl des Bauplatzes schließen Kunsthistoriker heute, dass damals an dieser Stelle auf lange Sicht kein Weiterbau des Kölner Doms geplant wurde. 1801 wurde der Pfarrsprengel, der früher zu St. Maria im Pesch gehörte, zum Pfarrbezirk des Kölner Doms erklärt. 1843 wurde St. Maria im Pesch abgebrochen.
Von der Ausstattung der Kirche ist unter anderem eine um 1500 geschaffene spätgotische Grablegungsgruppe aus bemaltem Sandstein erhalten. Die Figurengruppe steht heute, mit einem neugotischen Baldachin versehen, in der nördlichen Turmhalle des Kölner Doms als 14. Station des Kreuzwegs.